# 80-та піхотна дивізія (США)
80-та тренувальна дивізія (США) (англ. 80th Division (United States), також 80-те тренувальна командування(англ. 80th Training Command (The Army School System - TASS) — військове з'єднання, дивізія армії США. Дивізія брала участь у бойових діях Першої та Другої світових війн. З грудня 1946 до травня 1952 року — 80-та повітрянодесантна дивізія, після чого реорганізована на резервну піхотну дивізію, а згодом на резервну навчальну дивізію. 1 жовтня 2008 року з'єднання стало іменуватися 80-м тренувальним командуванням Резерву армії США.

## Історія
80-та піхотна дивізія була сформована у серпні 1917 року в Кемп Лі, штат Вірджинія. Особовий склад надходив з чоловіків із трьох штатів Пенсільванії, Вірджинії та Західної Вірджинії через значну спільну спадщину в минулому (Індіанські війни, Революційна війна та Громадянська війна). Під час Першої світової війни дивізія, що складалася зі 159-ї (317-й та 318-й піхотні полки, 313-й кулеметний батальйон) та 160-ї (319-й та 320-й піхотні полки, 315-й кулеметний батальйон) піхотних бригад і 155-ї артилерійської бригади (313-й, 314-й і 315-й артилерійські полки) та окремих підрозділів, з червня 1918 року брала участь у боях на Західному фронті у Франції. Билася у Другій битві на Соммі, в бою за Сен-Мієль та в Мез-Аргоннській операції. За час бойових дій втратила 6 029 людей (880 — загиблими та 5 149 — пораненими у бою). У травні 1919 року розформована.
24 червня 1921 року відновлена у складі організованого резерву армії США, у зоні її відповідальності перебували штати Вірджинія та Меріленд, а також військовий округ «Вашингтон». 1 вересня 1921 року розгорнутий штаб дивізії.
15 липня 1942 року 80-ту дивізію повернули на активну військову службу, формування та тренування здійснювалося в Кемп Форрест, Теннессі. Згодом включена до складу IV армійського корпусу генерал-майора Александера Патча з базуванням у Кемп Лагуна в Аризоні. 1 липня 1944 року передислокована до Британських островів. 5 серпня 1944 року дивізія висадилася на плацдарм «Юта». Брала участь в операції «Оверлорд», прориві «Лінії Зігфрида», боях в Арденнах та в Центральній Європі. Бойові дії завершила в західній Чехословаччині, опанувавши до цього Веймар, Єну, Геру, Регенсбург і Нюрнберг.
Загалом дивізія провела в боях 239 діб, зазнавши втрати 17 087 осіб (з них загинуло в бою — 3 038, було поранено — 12 484, зникло безвісти — 488 та потрапили в полон 1 077 військових з'єднання).
У січні 1946 року 80-ту піхотну дивізію розформували, але в грудні знову заснували під назвою 80-та повітрянодесантна дивізія. Після цього дивізія неодноразово розформовувалася та перетворювалася на інші організаційні структури. 1 жовтня 2008 року з'єднання стало іменуватися 80-м тренувальним командуванням Резерву армії США.